# 会寧炭鉱線
会寧炭鉱線（フェリョンタングァンせん）は、朝鮮民主主義人民共和国咸鏡北道会寧市にある会寧青年駅から遊仙駅までを結ぶ鉄道路線である。

## 路線データ
- 路線距離：会寧青年～遊仙10.6km
- 駅数：3（両端駅を含む）
- 軌間：1435mm
- 電化区間：なし
- 複線区間：なし

## 概要
日本統治時代に建設された会寧炭鉱線を原型としている。

## 歴史
- 1928年8月11日：会寧駅 - 鶏林駅（現：遊仙駅）間開通[1]。
- 1932年12月21日：鶏林駅 - 新鶏林駅間開通[2]。
- 1933年10月1日：保線・運輸営業・付帯業務が南満洲鉄道に委託[3]。
- 1938年5月1日：鶏林駅を遊仙駅、新鶏林駅を鶏林駅に改称。
- 1940年7月1日：朝鮮総督府に管轄権が再度移管[4]。
- 日時不明：遊仙駅 - 鶏林駅間廃止。

## 駅一覧
- 駅所在地は全線咸鏡北道会寧市内。

| 駅名                | 駅名                | 駅名                           | 駅間キロ (km) | 累計キロ (km) | 接続路線             |
| 日本語              | 朝鮮語              | 英語                           | 駅間キロ (km) | 累計キロ (km) | 接続路線             |
| ------------------- | ------------------- | ------------------------------ | ------------- | ------------- | -------------------- |
| 会寧青年駅 (会寧駅) | 회령청년역 (회령역) | Hoeryŏng Ch'ŏngnyŏn (Hoeryŏng) | 0.0           | 0.0           | 北朝鮮鉄道省：咸北線 |
| 永綏駅              | 영수역              | Yŏngsu                         | 5.3           | 5.3           |                      |
| 遊仙駅              | 유선역              | Yusŏn                          | 5.3           | 10.6          |                      |

### 廃止区間
遊仙駅(유선역)（会寧青年起点10.6km） - 鶏林駅(계림역)（会寧青年起点11.7km）
- 駅名は廃止当時のもの。

### 廃駅
- 鳳儀駅(봉의역) - 永綏駅と遊仙駅との間に存在した。（会寧青年起点9.2km）

## 参考資料
- 国分隼人（2007年）. 『将軍様の鉄道 北朝鮮鉄道事情』, 新潮社. ISBN 9784103037316